# Iosif Popovici
Iosif Popovici (n. 16 februarie 1876, Cliciova județul Timiș – d. 26 august 1928, Cluj) a fost un deputat în Marea Adunare Națională de la Alba Iulia, organismul legislativ reprezentativ al „tuturor românilor din Transilvania, Banat și Țara Ungurească”, cel care a adoptat hotărârea privind Unirea Transilvaniei cu România, la 1 decembrie 1918.:p. 77

## Biografie
Iosif Popovici a studiat inițial la Lugoj și la Brașov, iar ulterior a studiat la Gratz, Leipzig, Viena, Zagreb. În final, a urmat cursurile Facultății de Filologie de la Sorbona, Paris, unde s-a specializat în fonetica experimentală și a studiat și limbile slave. Acesta a încercat să integreze vocalele românești într-un sistem fonetic. În anul 1902 a predat cursuri de limba română la Viena, iar în anul 1905 a fost numit docent în Filologie română, la Universitatea din Budapesta. După Marea Unire, Iosif Popovici s-a mutat la Cluj, unde a predat Fonetică experimentală la Universitate, din 1919 și până la sfârșitul vieții sale.

## Operă
Iosif Popovici a urmărit să realizeze un proiect de înregistrare și de analiză lingvistică a dialectelor române. Deși și-a propus să publice douăsprezece volume, doar două cărți au apărut, acestea fiind însă semnificative: prima intitulată Die Dialekte der Munteni und Pădureni im Hunyader Komitat (apărută la Halle în 1905), iar a doua Dialectele din Istria (apărute în 1909 și 1914). Acesta a constituit și o lucrare despre graiul bănățean, numită Recherches experimentales sur une pronunciation en Banat, apărută în revista "Le parole" în 1902. În perioada în care a activat la Cluj, a publicat mai multe articole de specialitate, dintre care cele mai importante sunt Fiziologia vocalelor românești ă și î, apărut în 1921, Despre ortoepie și fonetică, editat în 1923 și Vocalele românești, din 1927. A publicat și câteva studii dedicate folclorului.

## Activitatea politică

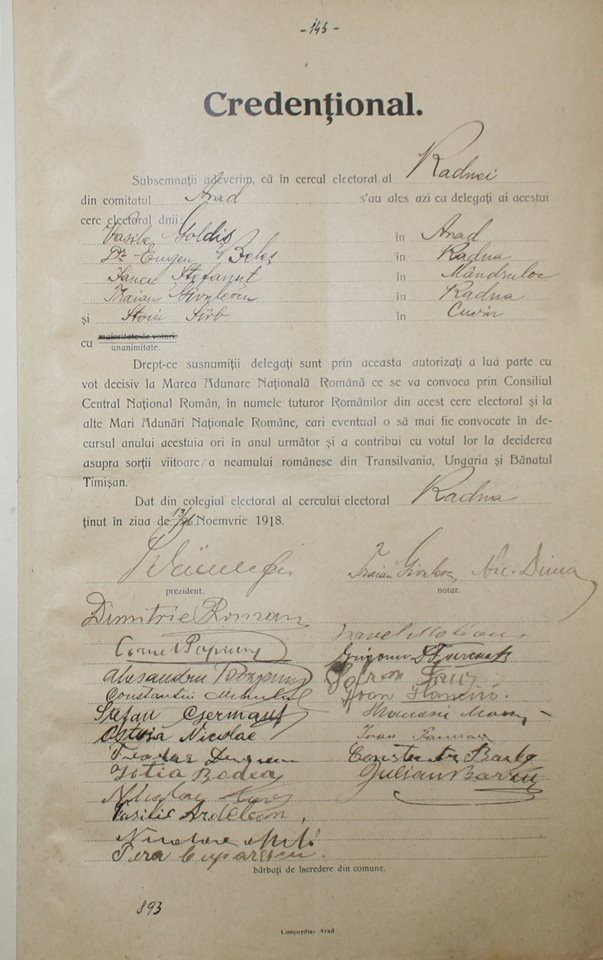
Credențional

A fost ales delegat al Învățământului superior universitar al Comitatului Caraș-Severin la Marea Adunare Națională de la Alba-Iulia, unde a votat unirea Ardealului cu România, la 1 decembrie 1918. A fost membru al Partidului Național Român.